# Município Curoca
Município Curoca är en kommun i Angola.   Den ligger i provinsen Cunene, i den sydvästra delen av landet, 900 km söder om huvudstaden Luanda.
Trakten runt Município Curoca består i huvudsak av gräsmarker. Runt Município Curoca är det mycket glesbefolkat, med 4 invånare per kvadratkilometer.